# 95 Leonis
95 Leonis (o Leonis) é uma estrela na direção da Leo. Possui uma ascensão reta de 11h 55m 40.53s e uma declinação de +15° 38′ 48.5″. Sua magnitude aparente é igual a 5.53. Considerando sua distância de 560 anos-luz em relação à Terra, sua magnitude absoluta é igual a −0.65. Pertence à classe espectral A3V.